# تاکامیتسو کاتایاما
تاکامیتسو کاتایاما (به ژاپنی: 片山 貴光؛ زادهٔ ۲۱ سپتامبر ۱۹۷۱) کشتی‌گیر پیشین اهل ژاپن است که در دستهٔ وزنی ۷۴–۷۶ کیلوگرم کشتی فرنگی رقابت می‌کرد. او در دو دورهٔ بازی‌های المپیک (۱۹۹۶، ۲۰۰۰) برای ژاپن شرکت کرد. او برندهٔ یک مدال نقره (۱۹۹۸) و یک برنز (۱۹۹۴) از بازی‌های آسیایی و یک مدال طلا (۱۹۹۷)، دو نقره (۱۹۹۶، ۲۰۰۰) و دو برنز (۱۹۹۵، ۱۹۹۹) را نیز از مسابقات قهرمانی کشتی آسیا کسب کرده است.